# Ramlibacter rhizophilus
Ramlibacter rhizophilus es una bacteria gramnegativa del género Ramlibacter. Fue descrita en el año 2017. Su etimología hace referencia a amante de raíces. Es aerobia e inmóvil. Tiene un tamaño de 0,5-1 μm de ancho por 10-12 μm de largo, pudiendo mostrar forma cocoide o bacilar. Temperatura de crecimiento entre 10-40 °C, óptima de 28-37 °C. Catalasa y oxidasa positivas. Se ha aislado de la rizosfera de la flor Mugunghwa, en Corea del Sur. 